# تويتر الأسود
تويتر الأسود هو هوية ثقافية تضم مستخدمي تويتر السود من جميع أنحاء العالم على شبكة موقع تويتر للتواصل الاجتماعي ويركز على القضايا التي تتعلق بمجتمع السود لا سيما في الولايات المتحدة. وصفته الكاتبة الأمريكية ميشيل تايلور في موقع (صالون) على الإنترنت بأنه: «مجموعة من مستخدمي تويتر النشطين وهم أمريكيون من أصل أفريقي بشكل أساسي قاموا بإنشاء مجتمع افتراضي... يقدمون من خلال تجمعهم مجموعة واسعة من التغييرات الاجتماعية والسياسية». نشأ مجتمع تويتر أسود في جنوب إفريقيا في أوائل عام 2010. وعلى الرغم من أن التويتر الأسود يمتلك قاعدة قوية من المستخدمين الأمريكيين السود يمكن لأي شخص أو جماعة أخرى أن تكون جزءًا من هذه الدائرة الاجتماعية من خلال تشارك الخبرات والاهتمامات على هذا الموقع.

## المستخدمون
وفقًا لتقرير صادر عام 2015 عن مركز بيو للأبحاث فإن 28٪ من الأمريكيين من أصل أفريقي ممن استخدموا الإنترنت قد استخدموا تويتر مقارنة بـ 20٪ من الأمريكيين البيض الذين ليسوا من أصول لاتينية. وقد تقلص هذا الفارق بحلول عام 2018 حيث استخدم 26٪ من الأمريكيين من أصول أفريقية تويتر مقارنة بـ 24٪ من الأمريكيين البيض و 20٪ من الأمريكيين من ذوي الأصول اللاتينية. وبالإضافة إلى ذلك قال 11% من مستخدمي تويتر الأمريكيين من أصول إفريقية في عام 2013 أنهم يستخدمون تويتر مرة واحدة في اليوم على الأقل وذلك مقابل نسبة 3% من المستخدمين البيض.
يحدد الباحث في مواقع التواصل الاجتماعي أندري بروك من جامعة أيوا تاريخ أول تعليق نُشر عن استخدام التويتر الأسود في عام 2008 من قبل المدون آنيل داش.

## التواصل والمجتمع
نشر فارهاد مانجو في شهر أب من عام 2010 مقال في مجلة سلايت بعنوان: «كيف يستخدم السود موقع تويتر» وكان للمقال أثر كبير في استعداء اهتمام أكبر من قبل المجتمع. كتب مانجو أن الشباب السود يستخدمون تويتر بطريقة معينة: «إنهم يشكلون تجمعات متراصّة على الإنترنت، فهم يتابعون بعضهم البعض بسهولة أكبر، وأكثر مشاركاتهم هي إعادة نشر لما ينشره أصدقائهم». واستشهد مانجو بـ بريندان مايدر من جامعة كارنيجي ميلون والذي قال أنّ المستوى العالي من التواصل بين مئات المستخدمين الذين يستخدمون العلامات السوداء يشكل شبكة ضخمة ذات تأثير واسع.
بالإضافة إلى ذلك درست أطروحة ميريديث كلارك عام 2014 موضوع إنشاء الأمريكيين من أصل أفريقي علامات التصنيف (الهاشتاغ) على تويتر وقالت بأن معظم الناس يستخدمونها: «لطرح آرائهم والتأكيد على أنهم ينشرون مشاركاتهم ضمن نطاق الناس التي تتفق معهم بالقيم الأساسية». وتقول الأطروحة أن المستخدمين على موقع التويتر الأسود قد بدأوا في استخدام علامات التصنيف كوسيلة لجذب الناس الذين يملكون قيم وأفكار مشابهة وضمّهم لمحادثة جماعية للتفاعل مع بعضهم البعض والشعور بأنهم يجتمعون في مكان آمن. تقول كلارك أنَّ استخدام التويتر الأسود مهم جدًا بالنسبة للمجموعة حيث يساعد الحوار في: «تعزيز علامة التصنيف (الهاشتاغ) باعتبارها أمرًا ثقافيًا يمكن لجميع المشاركين في التويتر الأسود وحتى الأفراد الذين ليس لديهم معرفة أولية بالنقاشات التعرف عليها». وتقول بأن علامات التصنيف انتقلت من كونها طريقة لإعداد محادثة بين أطراف منفصلة إلى سبب أساسي وراء معرفة المستخدمين من خارج التويتر الأسود أفكار ومشاعر الأمريكيين من أصل أفريقي في العالم الحالي.

## التأثير
بعد أن كان التويتر الأسود موضوع لوحة مجمّع (جنوب جنوب غرب - SXSW) التفاعلية لعام 2012، حظي باهتمام أكبر في شهر تموز من عام 2013 عندما كان له الفضل في إيقاف صفقة بين وكيل مدينة سياتل وأحد أعضاء هيئة المحلفين في محاكمة جورج زيمرمان. تم إلقاء القبض على زيمرمان واعتقاله بعد حملة إعلامية واسعة النطاق ضده على مواقع التواصل الاجتماعي بما في ذلك العريضة التي تم تداولها على موقع تويتر والتي حققت ملايين التوقيعات. تم تبرئة زيمرمان من التهم الموجه إليه بسبب إطلاق النار في شهر شباط عام 2012 على ترايفون مارتن (مراهقة سوداء في فلوريدا). إن رد التويتر الأسود السريع على الكتاب الذي اقترحه أحد المحلّفين كان بقيادة أحد مستخدمي تويتر الذي يدعى جيني لورين الذي أطلق عريضة بعنوان التغيير (change.org) والتي قامت شبكة CNN الإخبارية بتغطيتها إعلاميًا. شارك المجتمع أيضًا في احتجاج جرى في حزيران عام 2013 على الشركات التي تبيع منتجاتها بواسطة باولا دين (الشيف المشهورة) بعد أن اُتهمت باولا بالعنصرية مما سبب لها خسارة في أعمالها قدرت بملايين الدولارات.
سبب الغضب على موقع التويتر الأسود في آب عام 2013 على فيديو لمحاكاة جنسية ساخرة لهاريت توبمان حذف راسل سيمونز للفيديو من موقعه على الإنترنت واعتذاره عن خطأه.

### #إذا قاموا بقتلي (#IfTheyGunnedMeDown)
بعد أن أطلق ضابط شرطة في مدينة فيرغسون يدعى دارين ويلسون النار على مايكل براون وهو مدني غير مسلح قام طالب في مدرسة ثانوية في مدينة هيوستن في ولاية تكساس يدعى تايلور أتكينز بنشر صورة لنفسه وهو يلبس ملابس شعبية عبارة عن قميص وربطة رأس، وصورة ثانية له مع آلة ساكسفون موسيقية. وقال آتكينز أنه في حالة قيام الشرطة بإطلاق النار عليه فستقوم وسائل الإعلام ببث صورته وهو يردتي قميصًا وربطة الرأس وليس صورته مع آلته الموسيقية. انتشر الهاشتاغ بشكل كبير بسبب الاهتمام العالمي من وسائل الإعلام الاجتماعية بأزمة مدينة فيرغسون. وقد نُشر الهاشتاغ مئات المرات في الأسابيع التالية لاستخدام أتكنز أول مرة له.

### #حياة السود مهمة (#BlackLivesMatter)
تم إنشاء هذا الهاشتاغ في عام 2013 من قبل الناشطين أليسيا غارزا وباتريس كالورس وأوبال توميتي. شعروا أن الأمريكيين من أصل أفريقي تلقوا معاملة غير عادلة من جانب سلطات تطبيق القانون. وصفت أليشيا غارزا الهاشتاغ على النحو التالي: «إن هاشتاغ حياة السود مهمة هو اعتراض فكري وسياسي في عالم يتم فيه استهداف حياة السود بشكل منظم ومتعمد من أجل زوالهم. إنه تأكيد لمساهمات المواطنين السود في هذا المجتمع وإنسانيتهم ومرونتهم في مواجهة القمع القاتل».

### #حفلات الأوسكار شديدة البياض (#OscarsSoWhite)
تم إنشاء هذا الهاشتاغ بداية في عام 2015 كرد فعل على قلة التنوع في حفل توزيع جوائز الأوسكار رقم 87 بين المرشحين في الفئات الرئيسية. تم استخدام الهاشتاغ مرة أخرى عندما تم الإعلان عن الترشيحات لجوائز الأوسكار رقم 88 في العام التالي. قالت آبريل راين الناشطة والمحامية السابقة والتي يعود لها الفضل في بدء الهاشتاغ: «إنه في الحقيقة أسوأ من العام الماضي. أفضل فيلم وثائقي وأفضل سيناريو أصلي. كان ذلك كلّ شيء». بالإضافة إلى ذلك فهي قالت أنّه لم يتم الاعتراف بأي من الممثلين الأمريكيين من أصل أفريقي من فريق عمل فيلم الخروج من كومبتون، في حين تم ترشيح كاتب السيناريو القوقازي.

### #قل اسمها (#SayHerName)
تم إنشاء هذا الهاشتاغ في شهر شباط عام 2015 كجزء من حركة العدالة العرقية للجنسين. وقفت الحركة مع النساء السود في الولايات المتحدة ضد العنف المطبق على السود وعنف أجهزة الشرطة. اهتمت هذه الحركة بالطرق التي تتعرض من خلالها النساء لوحشية الشرطة وبالعنف ضد السود بشكل عام. اكتسب الهاشتاغ مزيدًا من الشعبية وحظيت الحركة بمزيد من الزخم بعد وفاة ساندرا بلاند في سجن للشرطة في تموز عام 2015. يستخدم هذا الهاشتاغ بشكل شائع مع هاشتاغ حياة السود مهمة مما عزز تقاطع الحركة.

### #إذا متُّ في سجن الشرطة (#IfIDieInPoliceCustody)
هو هاشتاغ آخر بدأ في الانتشار بعد وفاة ساندرا بلاند. سأل الناس في التغريدات ماذا تريد أن يعرفه الناس عنك إذا متَّ في سجن الشرطة.

### #لا أستطيع التنفس (#ICantBreathe)
تم إنشاء هذا الهاشتاغ بعد قتل الشرطة لإريك غارنر وقرار هيئة المحلفين الكبرى بعدم إدانة دانيال بانتاليو وهو ضابط الشرطة الذي خنق غارنر حتى الموت في 3 كانون الأول عام 2014. كانت (لا أستطيع التنفس) كلمات غارنر الأخيرة ويمكن سماعها في مقطع فيديو من الاعتقال الذي أدى إلى وفاته. انتشر الهاشتاغ لعدة أيام واكتسب اهتمامًا خارج موقع تويتر. ارتدى لاعبو كرة السلة (بما فيهم ليبرون جيمس) قمصانًا تحمل تلك الكلمات خلال عمليات الإحماء في 8 كانون الأول عام 2014.

## تقبل الناس
حذر جوناثان بيتس ويلي في عام 2010 وهو كاتب سابق في مجلة (المصدر - The Root) من أن التويتر الأسود كان مجرد شريحة جزئية من الثقافة الإفريقية الأمريكية المعاصرة. وكتب قائلا: «بالنسبة للأشخاص الذين ليسوا في المجموعة، إنها نظرة من الداخل على مجموعة من أنماط تفكير الأمريكيين السود. أريد أن أكون دقيقًا في الوصف، إنها مجرد شريحة من تلك الثقافة. لسوء الحظ قد تكون شريحة تثبت للكثيرين اعتقادهم أنهم يعرفون ثقافة السود بشكل كامل».
كتبت دانييلا غيبز ليجيه في مقالة لها عام 2013 أن «التويتر الأسود هو شيء حقيقي. وغالبًا ما يحوي مزاحًا (كما هو حال مع علامات التصنيف التي تطرحها باولا دين)، وأحيانًا يأتي هذا المزاح مع قليل من الجدية (مثل أي علامة هاشتاغ متعلقة ب دون ليمون)». وأنهت مقالتها بكلام يشير إلى الجدل حول فيديو توبمان: «1. لا تعبث مع التويتر الأسود لأنه سيلاحقك. 2. إذا كنت على وشك نشر مزحة مهينة، فكر 10 دقائق بجدية قبل ذلك 3. هناك بعض الأشخاص المضحكين والأذكياء على تويتر 4. انظر الرقم 1».

## النقد

### التصنيف
في حين يتم استخدام التويتر الأسود كطريقة للتواصل داخل مجتمع السود فإن العديد من الأشخاص خارج هذا المجتمع أو داخله لا يفهمون الحاجة إلى ذلك. يمكن أن تكون هذه طريقة ذكية لعزل السود على تويتر. تطرقت ميريديث كلارك الأستاذة في جامعة شمال تكساس والتي تدرس مجتمعات السود على الإنترنت لمنشور أحد المستخدمين فيما يتعلق بهذه المخاوف: «التويتر الأسود هو مجرد تويتر».

### التشارك
هناك انتقادات إضافية للتويتر الأسود وهي عدم وجود تشارك. أحد الأمثلة على ذلك هو المنشورات التي تم نشرها بعد تصوير مغني الراب تايغا مع الممثلة المتحولة جنسيًا ميا إيزابيلا.
وأوضحت أليشيا غارزا أحد مؤسسي حركة (حياة السود مهمة) أهمية التشارك، ووصفته بأنه أحد الأولويات في الحركة.

## جنوب أفريقيا
كتب كينيشي سيرينو في صحيفة (كريستيان ساينس مونيتور) أن جنوب إفريقيا تحوي ظاهرة مماثلة للتويتر الأسود مع تزايد قوة وتأثير خطاب السود على تويتر بشكل كبير. ولأن جنوب إفريقيا يحوي على 11 لغة رسمية يقوم مستخدمو التويتر الأسود بتضمين كلمات من لغات أخرى مثل الزولوية والكوسية والسوتية بشكل منتظم في منشوراتهم. كان في شبكة تويتر 1.1 مليون مستخدم من جنوب إفريقيا في عام 2011. لا يزال موقع تويتر نشاطًا للطبقة المتوسطة في هذا البلد حيث يملك 21% فقط إمكانية الوصول إلى الإنترنت، لكن وبحسب المحاضر الصحفي يوناثي كونديلي اعتبر السود موقع تويتر كـ «منصة مجانية على الإنترنت حيث يمكن للأصوات السوداء أن تثبت نفسها ووجهات نظرها دون تدخل من قبل المحررين أو الناشرين ليقرروا ما إذا كانت وجهات نظرهم مهمة».

### # يجب تخفيض الرسوم (#FeesMustFall)
كان هذا الهاشتاغ الأكثر أهمية في التويتر الأسود في جنوب افريقيا. بدأ الأمر بحركة احتجاج قادها الطلاب والتي بدأت في منتصف تشرين الأول عام 2015 كرد فعل على زيادة الرسوم في جامعات جنوب أفريقيا. كما دعت الاحتجاجات إلى زيادة أجور موظفي الجامعة ذوي الدخل المنخفض الذين عملوا في القطاع الخاص في خدمات التنظيف والأمن ضمن الحرم الجامعي ومن أجل توظيفهم مباشرة من قبل الجامعات.
استخدم الطلاب السود موقع تويتر لإظهار الاحتجاجات لأنهم يعتقدون أن وسائل الإعلام تحرف آرائهم وتغير ما يهدف إليه الاحتجاج. ونصّت إحدى أكثر الرسائل المعادة النشر في الاحتجاج على ما يلي: «الثورة لن تكون متلفزة، ستكون على شكل منشورات على تويتر»، أدى الاحتجاج إلى قيام رئيس جنوب إفريقيا السابق جاكوب زوما من حزب المؤتمر الوطني الأفريقي بإصدار بيان في شهر كانون الأول عام 2017 نص على أنه سيتم اقرار التعليم المجاني للطبقة العاملة والطبقة المنخفضة الدخل، من خلال نظام المنح.

### #الرجال منحطون (#MenAreTrash)
كان هذا الهاشتاغ موضوعًا بارزًا في عام 2017 على تويتر في جنوب أفريقيا. استخدمت النساء السود منصات وسائل التواصل الاجتماعي لمعالجة العديد من المشاكل مثل الاغتصاب والنظام الذكوري وكذلك العنف المنزلي.